# ITF Darmstadt
Das ITF Darmstadt (offiziell: Tennis International) ist ein Tennisturnier des ITF Women’s Circuit, das in Darmstadt ausgetragen wird.

## Siegerliste

### Einzel
| Jahr                                  | Siegerin                | Finalgegnerin             | Ergebnis       |
| ------------------------------------- | ----------------------- | ------------------------- | -------------- |
| ↓ Kategorie: $25.000 ↓                |                         |                           |                |
| 1994                                  | Svetlana Komleva        | Bettina Fulco             | 6:4, 6:1       |
| 1995 wurde kein ITF-Turnier gespielt! |                         |                           |                |
| 1996                                  | Cara Abe                | Raluca Sandu              | 6:2, 6:3       |
| 1997                                  | Pavlina Stoyanova       | Raluca Sandu              | 6:4, 6:1       |
| 1998                                  | Petra Mandula           | Lubomira Bacheva          | 3:6, 6:4, 7:5  |
| 1999                                  | Petra Mandula           | Marta Marrero             | 1:6, 7:5, 6:1  |
| 2000                                  | Miriam Schnitzer        | Renata Kučerová           | 6:4, 6:3       |
| 2001                                  | Ainhoa Goñi             | Scarlett Werner           | 6:71, 6:4, 6:1 |
| 2002                                  | Sandra Klösel           | Zuzana Kučová             | 6:4, 7:63      |
| 2003                                  | Alena Vašková           | Lydia Steinbach           | 6:3, 6:1       |
| 2004                                  | Magda Mihalache         | Åsa Svensson              | 6:1, 3:6, 7:5  |
| 2005                                  | Vanessa Henke           | Eva Fislová               | 7:64, 6:1      |
| 2006                                  | Monica Niculescu        | Magda Mihalache           | 6:0, 6:1       |
| 2007                                  | Stephanie Gehrlein      | Julia Görges              | 6:0, 7:5       |
| 2008                                  | Jelena Dokić            | Michelle Gerards          | 6:0, 6:0       |
| 2009                                  | Sarah Gronert           | Zuzana Kučová             | 6:1, 6:1       |
| 2010                                  | Witalija Djatschenko    | Julia Schruff             | 6:4, 5:7, 6:4  |
| 2011                                  | Mandy Minella           | Karolína Plíšková         | 7:65, 6:2      |
| 2012                                  | Laura Siegemund         | Anna Karolína Schmiedlová | 7:67, 6:3      |
| 2013                                  | Petra Uberalová         | Lena-Marie Hofmann        | 7:63, 6:3      |
| 2014                                  | Andreea Mitu            | Viktorija Golubic         | 6:2, 6:1       |
| 2015                                  | Ysaline Bonaventure     | Dalila Jakupović          | 6:3, 7:64      |
| 2016                                  | Tamara Korpatsch        | Fiona Ferro               | 6:2, 6:2       |
| 2017                                  | Anhelina Kalinina       | Bernarda Pera             | 6:2, 0:6, 6:3  |
| 2018                                  | Aliona Bolsova Zadoinov | Katharina Gerlach         | 6:2, 6:2       |
| 2019                                  | Wolha Hawarzowa         | Clara Tauson              | 6:1, 7:63      |
| 2022                                  | Antonia Ružić           | Irina Chromatschowa       | 6:3, 6:2       |
| 2023                                  | Tena Lukas              | Lola Radivojević          | 6:3, 6:4       |
| ↓ Kategorie: W35 ↓                    |                         |                           |                |
| 2024                                  | Victoria Mboko          | Ángela Fita Boluda        | 6:4, 6:4       |
| 2025                                  | Francesca Curmi         | Josy Daems                | 6:2, 6:0       |

### Doppel
| Jahr                                  | Siegerinnen                                | Finalgegnerinnen                                 | Ergebnis          |
| ------------------------------------- | ------------------------------------------ | ------------------------------------------------ | ----------------- |
| ↓ Kategorie: $25.000 ↓                |                                            |                                                  |                   |
| 1994                                  | Park Sung-hee Choi Ju-yeon                 | Bettina Fulco Patricia Tarabini                  | 6:4, 6:3          |
| 1995 wurde kein ITF-Turnier gespielt! |                                            |                                                  |                   |
| 1996                                  | Anca Barna Adriana Barna                   | Lenka Cenková Pavlína Rajzlová                   | 4:6, 6:3, 6:3     |
| 1997                                  | Swetlana Kriwentschewa Pavlina Stoyanova   | Magdalena Feistel Olga Ivanova                   | 6:0, 2:6, 6:3     |
| 1998                                  | Laurence Courtois Noëlle van Lottum        | Virág Csurgó Nóra Köves                          | 7:5, 6:2          |
| 1999                                  | Petra Mandula Tazzjana Putschak            | Monika Mastalirová Ludmila Richterová            | 6:3, 6:1          |
| 2000                                  | Maja Matevžič Maria-Paola Zavagli          | Adriana Barna Hanna Saporoschanowa               | 7:64, 6:74, 6:4   |
| 2001                                  | Magdalena Kucerova Lydia Steinbach         | Milena Nekvapilová Hana Šromová                  | 6:1, 6:2          |
| 2002                                  | Kirstin Freye Andrea Glass                 | Eva Birnerová Dominika Luzarová                  | 7:5, 6:2          |
| 2003                                  | Sanda Mamić Ana Vrljić                     | Daniela Bercek Marija Golowisnina                | 7:65, 6:1         |
| 2004                                  | Vanessa Henke Martina Müller               | Katarina Mišić Dragana Zarić                     | 6:1, 7:5          |
| 2005                                  | Vanessa Henke Laura Siegemund              | Wassilissa Bardina Jaroslawa Schwedowa           | 6:4, 6:2          |
| 2006                                  | Monica Niculescu Yevgenia Savransky        | Daniela Klemenschits Sandra Klemenschits         | 1:6, 6:0, 6:1     |
| 2007                                  | Kazjaryna Dsehalewitsch Monica Niculescu   | Hilary Barte Tatjana Priachin                    | 6:4, 7:5          |
| 2008                                  | Heidi El Tabakh Emma Laine                 | Michelle Gerards Marcella Koek                   | 6:3, 6:4          |
| 2009                                  | Korina Perkovic Valentina Stephan          | Anastasia Meglinskaya Michaela Paštiková         | 7:5, 6:4          |
| 2010                                  | Witalija Djatschenko Laura Siegemund       | Irina-Camelia Begu Erika Sema                    | 4:6, 6:1, [10:4]  |
| 2011                                  | Natela Dzalamidze Anna Zaja                | Hana Birnerová Karolína Plíšková                 | 7:5, 2:6, [10:6]  |
| 2012                                  | Julia Kimmelmann Antonia Lottner           | Martina Borecká Petra Krejsová                   | 6:3, 6:1          |
| 2013                                  | Alexandra Artamonova Natela Dsalamidse     | Christina Shakovets Maša Zec Peškirič            | 6:3, 7:65         |
| 2014                                  | Nicola Geuer Viktorija Golubic             | Carolin Daniels Laura Schaeder                   | 5:7, 6:2, [10:3]  |
| 2015                                  | Irina Chromatschowa Lidsija Marosawa       | Pemra Özgen Anne Schäfer                         | 6:4, 6:4          |
| 2016                                  | Valentini Grammatikopoulou Anna Kalinskaja | Anita Husarić Dalila Jakupović                   | 6:4, 6:1          |
| 2017                                  | Laura-Ioana Andrei Anastasia Zarycká       | Sandra Samir Kathinka von Deichmann              | 4:6, 7:65, [10:3] |
| 2018                                  | Martina Colmegna Despina Papamichail       | Romy Kölzer Aymet Uzcátegui                      | 6:4, 3:6, [10:6]  |
| 2019                                  | Vivian Heisen Katharina Hobgarski          | Lena Lutzeier Natalia Siedliska                  | 6:74, 6:2, [10:4] |
| 2022                                  | Elena Malõgina Frankreich                  | Jéssica Bouzas Maneiro Spanien                   | 7:5, 7:5          |
| 2023                                  | Michaela Bayerlová Alana Parnaby           | Arina Gabriela Vasilescu Anastassija Solotarjowa | 7:5, 6:4          |
| ↓ Kategorie: W35 ↓                    |                                            |                                                  |                   |
| 2024                                  | Jaimee Fourlis Petra Hule                  | Karolína Kubáňová Sapfo Sakellaridi              | 7:66, 6:4         |
| 2025                                  | Chelsea Fontenel Marie Mattel              | Fernanda Labraña Rebeca Pereira                  | 6:3, 6:4          |

## Quelle
- ITF Homepage